# 3-Dehidrohinatna dehidrataza
3-Dehidrohinatna dehidrataza (EC 4.2.1.10, 3-dehidrohinatna hidrolaza, DHQaza, dehidrohinatna dehidrataza, 3-dehidrokvinaza, 5-dehidrokvinaza, dehidrokvinaza, 5-dehidrohinatna dehidrataza, 5-dehidrohinatna hidrolijaza, 3-dehidrohinatna hidrolijaza) je enzim sa sistematskim imenom 3-dehidrohinat hidrolijaza (formira 3-dehidrošikimat). Ovaj enzim katalizuje sledeću hemijsku reakciju
3-dehidrohinat {\displaystyle \rightleftharpoons } 3-dehidrošikimat +H2O

## Literatura
- Nicholas C. Price; Lewis Stevens (1999). Fundamentals of Enzymology: The Cell and Molecular Biology of Catalytic Proteins (Third изд.). USA: Oxford University Press. ISBN 019850229X.
- Eric J. Toone (2006). Advances in Enzymology and Related Areas of Molecular Biology, Protein Evolution (Volume 75 изд.). Wiley-Interscience. ISBN 0471205036.
- Branden C; Tooze J. Introduction to Protein Structure. New York, NY: Garland Publishing. ISBN 0-8153-2305-0.
- Irwin H. Segel. Enzyme Kinetics: Behavior and Analysis of Rapid Equilibrium and Steady-State Enzyme Systems (Book 44 изд.). Wiley Classics Library. ISBN 0471303097.

## Spoljašnje veze
- 3-dehydroquinate+dehydratase на 